# Sławomir Orzechowski

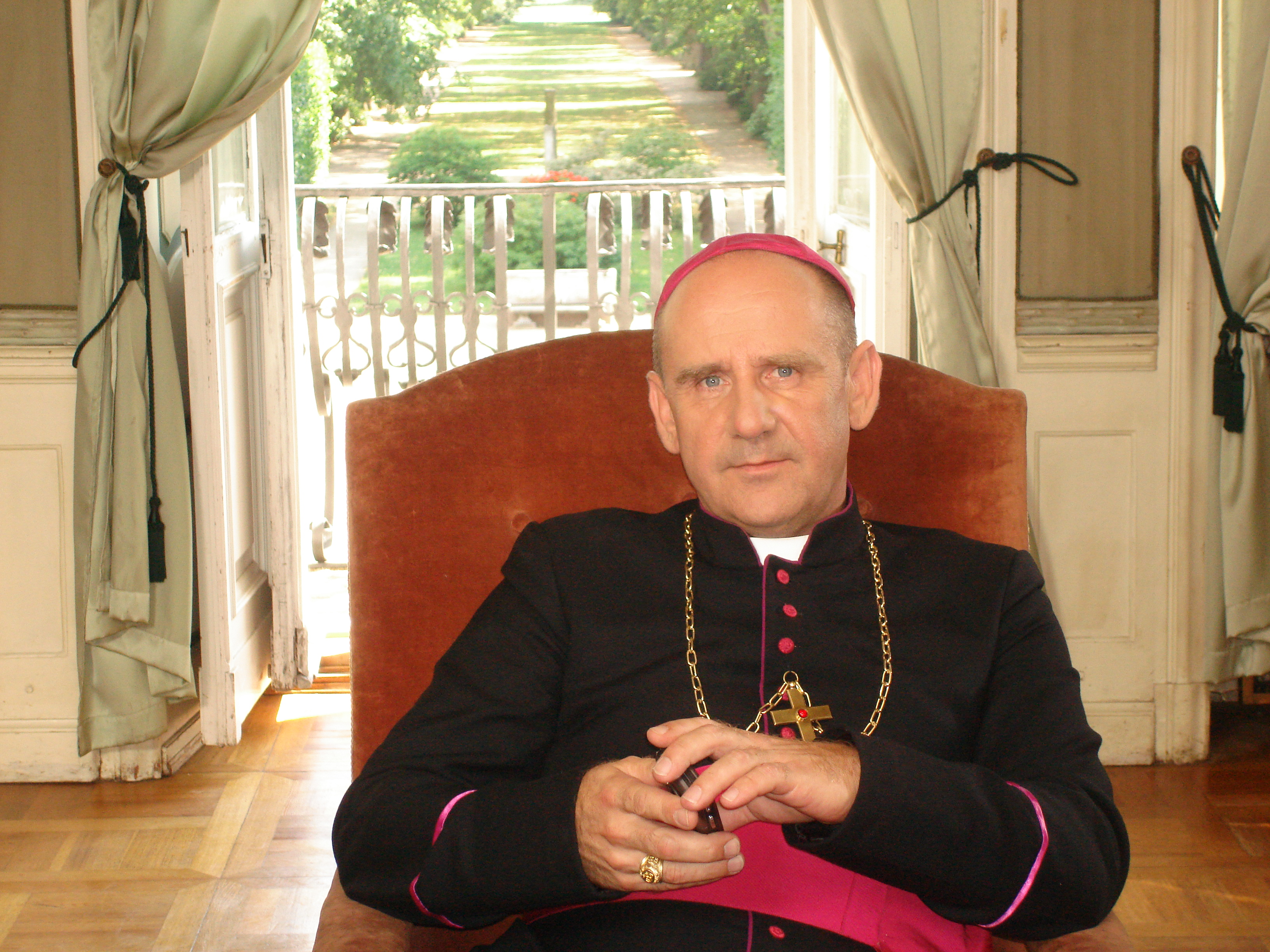
Sławomir Orzechowski w serialu Ojciec Mateusz, 2008

Sławomir Orzechowski (ur. 6 lipca 1958 w Warszawie) – polski aktor filmowy, telewizyjny, teatralny i dubbingowy.

## Życiorys
W 1983 ukończył studia na PWST w Warszawie. Jest aktorem teatrów warszawskich: w latach 1983–1990 i 1992–2005 występował w Teatrze Dramatycznym, w latach 1990–1992 był aktorem Teatru Północnego, w sezonie 2005/2006 Teatru Studio, a od 2006 występuje w Teatrze Współczesnym.

## Życie prywatne
Jego żoną była Ewa Kuzyk-Florczak, z którą ma dwoje dzieci. Obecnie jest w związku z inną partnerką, z którą ma syna.

## Filmografia
- 2019: Kurier jako Stanisław Mikołajczyk
- 2016: Ludzie i anioły jako Iwan Paszkin
- 2014: Obce ciało jako ojciec Kasi
- 2013: Podejrzani zakochani jako Gawroński
- 2013: Gabriel jako Zielony
- 2012: Daas jako radca Grossen
- 2011: Czarny czwartek. Janek Wiśniewski padł jako Stefan Olszowski
- 2011: Wyjazd integracyjny jako Andrzej Wilecki
- 2011: Pokaż, kotku, co masz w środku jako leśniczy
- 2010: Operacja Reszka jako oficer sowiecki
- 2010: Kret jako Tadeusz
- 2009: Dom zły jako Zięba
- 2009: Balladyna (The Bait) jako detektyw Ribb
- 2008: To nie tak, jak myślisz, kotku jako kierownik hotelu
- 2008: Nie kłam, kochanie jako Marian Paprocki
- 2008: Niezawodny system jako Albin Gąsiorek
- 2005: Komornik jako Wisniak
- 2005: Czas surferów jako sprzedawca
- 2005: Lawstorant jako „Caruso”
- 2004: Nigdy w życiu! jako Kazimierz, kochanek Dziuni
- 2004: Serce gór jako mnich Drak
- 2003: Warszawa jako tata Eli
- 2003: Łowcy skór jako dr Jerzy Nowak
- 2003: Zróbmy sobie wnuka jako Proboszcz
- 2002: Sfora: Bez litości jako „Buba”
- 2001: Stacja
- 2000: Cud purymowy jako Jan Kochanowski
- 2000: Cześć Tereska
- 2000: Chłopaki nie płaczą jako policjant
- 1999: Ostatnia misja jako Rekord
- 1998: Spona jako polonista Żwaczek
- 1997: Kiler jako prawdziwy Kiler
- 1996: Operacja „Koza” jako Molenda
- 1992: Czarne słońca jako Leon
- 1992: Psy jako Poseł Rutecki

## Seriale
- 2024: Gang Zielonej Rękawiczki jako Jerzy, weterynarz (odc. 12)
- 2020: Kod genetyczny jako Heniek, przyjaciel Franka
- 2019: Szóstka jako Janusz "John" Mirski, ojciec Olgi i Pawła
- 2018: Ojciec Mateusz – Biskupiak w śnie „Pluskwy” (odc. 250)
- 2018–2019 Korona królów jako Spycimir Leliwita
- 2017: Ucho Prezesa jako Joachim (Jo-Jo)
- 2016: Na dobre i na złe jako rockman Rysiek, biologiczny ojciec Julii Burskiej
- 2015: Skazane jako Roman Kulesza
- 2012: Hotel 52 jako Marian Chociej (odc. 53)
- 2011–2016: Ranczo jako Grzegorz Wargacz
- 2011–2013: Przepis na życie jako Stefan
- 2010: 1920. Wojna i miłość jako kapitan Jan Miłoszewski (odc. 3)
- 2010: Nowa jako profesor Paweł Ulicki
- 2009: Naznaczony jako policjant Zdunek (odcinek 6, 8, 11)
- 2009: Czas honoru jako Lippke (odc. 18 i 22)
- 2009: Londyńczycy 2 jako Wiesio
- 2008: Niania jako mecenas Piotr Zawadzki
- 2008: Agentki jako lekarz Adam (odc. 3)
- 2008: Londyńczycy jako Wiesio
- od 2008: Ojciec Mateusz jako biskup
- 2008–2012: Barwy szczęścia jako Andrzej Jakubowski
- 2008: Plebania jako aktor
- 2007: Determinator jako komisarz Henryk Gołębiowski
- 2007: I kto tu rządzi? jako kelner Robert
- 2007: Tajemnica twierdzy szyfrów jako Christian Mayer)
- 2006: Okazja jako poseł Wiesław Słoma
- 2006: Dwie strony medalu jako Janusz Wysocki, prezes klubu
- 2006: Fałszerze – powrót Sfory jako Zbigniew Bublewicz „Buba”, dawny współpracownik Starewicza (odc. 1-3)
- 2006: U fryzjera jako producent
- 2005: Boża podszewka jako milicjant Bieluń
- 2005: Pensjonat pod Różą jako Maciej Nowacki
- 2005: Kryminalni jako Keres, wspólnik Mozera (odc. 14)
- 2004: Sublokatorzy jako poseł Wiesław Jabłoński
- 2004: Kryminalni jako Keres, wspólnik Mozera (odc. 14)
- 2003–2004, 2008: Glina jako Tosiek
- 2003: Kasia i Tomek jako proboszcz
- 2002: Sfora jako  Jerzy Krzysztof Bublewicz „Buba”, człowiek Starewicza (odc. 1-9)
- 2002: Król przedmieścia jako gangster „Szklanka”
- 2001: Klinika pod Wyrwigroszem jako Mietek
- 2001: Marszałek Piłsudski jako oficer carski rozmawiający z Piłsudskim
- 2001: Zostać miss jako producent filmowy Zbigniew Braun, znajomy Pawła Bojarewicza (odc. 9 i 13)
- 2000–2002: M jak miłość jako Tadeusz Gałązka
- 2000–2001: Duża przerwa jako dyrektor szkoły
- 2000: 13 posterunek 2 jako ksiądz proboszcz
- 2000: Na dobre i na złe jako Filip Nowicki
- 1999: Trzy szalone zera jako agent
- 1999: Miodowe lata jako administrator Argasiewicz
- 1997–1998: 13 posterunek jako ksiądz proboszcz
- 1997: Pokój 107 jako pan Henio, kierownik akademika
- 1997: Dom jako administrator
- 1994: Panna z mokrą głową jako Zgierski
- 1994: Bank nie z tej ziemi jako pijaczek (odc. 12)
- 1991: Kuchnia polska jako Jerzy Mizerski
- 1988–1991: Pogranicze w ogniu jako Lasek, oficer kontrwywiadu w Krakowie
- 1988: Królewskie sny (odc. 7)
- 1984: Rozalka Olaboga jako nauczyciel

## Użyczył głosu
- 2010: StarCraft II: Wings of Liberty jako Zeratul
- 2008: Tajemnica Rajskiego Wzgórza jako Digweed
- 2006: Sposób na rekina jako Thornton/Morson
- 2005: Oliver Twist jako pan Bumble
- 2005: Szeregowiec Dolot jako Fockewurst
- 2004: Karol. Człowiek, który został papieżem jako Nowak
- 2004: Mickey, Donald, Goofy: Trzej muszkieterowie jako Pete
- 2003: Gdzie jest Nemo? jako Rozdym
- 2003: Mali agenci 3D: Trójwymiarowy odjazd jako zabawkarz
- 2000: 102 dalmatyńczyki jako Jean Pierre le Pelt
- 1996: O czym szumią wierzby jako sędzia
- 1992: Stalowe gardła – narrator
- 1987: Kacze opowieści

## Nagrody
- 1983 – nagroda na I Ogólnopolskim Przeglądzie Spektakli Dyplomowych Szkół Teatralnych w Łodzi za rolę Peachuma w „Operze za trzy grosze”
- 2002 – nagroda „Feliks” za rolę drugoplanową – Franek w „Pamięci wody” w Teatrze Dramatycznym
- 2002 – nagroda aktorska za spektakl Portugalia na Krajowym Festiwalu Teatru Polskiego Radia i Teatru TV „Dwa Teatry”
- 2002 – nagroda aktorska za spektakl Miś Kolabo na Krajowym Festiwalu Teatru Polskiego Radia i Teatru TV „Dwa Teatry”
- 2004 – wyróżnienie za rolę w przedstawieniu „Ławeczka” na VIII Międzynarodowym Festiwalu Komedii „Talia” w Tarnowie